# R404A
Le R404A est un mélange zéotropique de fluoroéthanes : R143a (1,1,1-trifluoroéthane) (52 %), de R125 (pentafluoroéthane) (44 %) et de R134a (1,1,1,2-tétrafluoroéthane) (4 %), qui se comporte comme un fluide quasi-azéotropique, de type HFC. 
La forte polarité des trois fluides qui le composent fait que celui-ci n'est pas miscible avec les huiles minérales et alkylbenzène. On utilise pour cela, dans des installations frigorifiques fonctionnant au R404A, pour la lubrification des compresseurs, des huiles de type polyol-ester (POE). Utilisé généralement pour des régimes basse température, ce fluide a une bonne miscibilité à froid (−60 °C), mais on constate un phénomène de démixtion à des températures > à 50 °C. C'est pourquoi il est important de ne pas fonctionner avec des températures de refoulement au compresseur trop élevées avec le R404A. Ces trois gaz ont des températures d'évaporation très proches ce qui fait que le glide ou "glissement de température" est généralement considéré comme négligeable.

## Applications industrielles
- Le R404A est principalement utilisé comme fluide frigorigène pour des applications de froid commercial et industriel aussi bien en positif qu'en négatif (en dessous de 0 °C).
- Au titre du bilan carbone, 1 kg de R404A est estimé à 3 800 kg équivalent CO2 (chiffre ADEME).

## Propriétés
- Point d'ébullition à 1 atm (1,013 bar) : −46 °C
- Glissement de température sous 1,013 [bar] : 0,9 K
- Température critique : 72,07 °C (345,22 K)
- Pression critique : 3 731,5 kPa
- Densité critique : 484,5 kg·m-3
- Chaleur latente de vaporisation : 200,3 kJ/kg
- Viscosité dynamique à 25 °C :
- Liquide : 0,126 8 mPa·s
- Vapeur sous 1,013 [bar] : 0,012 mPa·s
- ODP (Ozone Depleting Potential) : 0
- HGWP (Halocarbon Global Warming Potential) : 0,94